# Maalulai csata
A maalulai csata a szíriai polgárháború egyik 2013. szeptemberi csatája volt, amikor a felkelők a többségében nyugat-arámi nyelvet beszélő keresztény arámiak lakta Maalulát támadták meg. A város Damaszkusztól 56 km-re északkeletre, egy hegyes területen fekszik, több mint 1500 méter magasságban.

## Előzmények
A helyiektől kapott információk szerint 2013. március óta a Safir hotel körüli hegyekben rejtőzött az al-Káidához kötődő dzsihadista al-Nuszra Front egy része. A jelentések szerint a dzsihadisták azóta tartották rettegésben a falu keresztény lakóit. A beszámolók szerint a keresztény farmer csak úgy tudta megközelíteni a hotel közelében lévő földjét, ha egy muzulmán falubeli őt elkísérte.

## A csata

### A dzsihádisták támadása
Szeptember 4-én egy jordán teherautós felrobbantotta magát a Szír Hadsereg egyik, Maaluka bejáratánál felállított ellenőrző pontjánál. A robbanás volt a jel a támadás megindítására. A dzsihádisták elfoglalták az ellenőrző pontot, mely alatt az ellenzék szerint nyolc katonát megöltek, két tankot pedig tönkretettek. Az elfoglalása után a hadsereg háromszor támadta meg az ellenőrző pontot. A harcok alatt a dzsihadisták elfoglalták a Safir hotelt, ahonnét a lejjebb elfekvő települést lőtték. A nap végére a történelmi város számos része a felkelők kezére jutott.

### A hadsereg ellentámadása
Szeptember 6-án a hadsereg erősítést küldött a területre, többek között tanokat és páncélozott csapatszállítókat, hogy megpróbálja visszaszerezni a város egyes részei fölött az ellenőrzést, miközben a felkelők visszavonultak. A Hadsereg megerősítette azt az ellenőrző pontot, ahol a jordán felrobbantotta magát, miközben a dzsihadisták kivonulása hatására elharapóztak a harcok Maalulában.
Szeptember 7-én ismét kiújultak a harcok, mikor a hadsereg megtámadta a közeli hegyen, a hotelben megbúvó dzsihadistákat.

### A dzsihadisták újabb támadása
Szeptember 8-án azonban olyan hírek érkeztek, hogy a megerősítésükre küldött csapatok segítségével a dzsihadisták ismét elfoglalták Maalulát, a hadsereget pedig kivonulásra késztették. Ezen a npapon 18 dzsihadista halt meg és 100 szerzett sérüléseket. Egy Maalulában lakó beszámolója szerint a dzsihadisták keresztények lakta házakat támadtak meg, ahol több embert megöltek. Egy templomot felgyújtottak, egy másikat kifosztottak, és több helybélit azzal fenyegettek meg, hogy ha nem térnek át az iszlám vallásra, akkor lefejezik őket. Egy helybéli apáca azonban tagadta, hogy erőszakkal térítenék át az embereket az iszlámra. Maalukát sok ittlakó elhagyta. A muzulmán lakosok azonban szívesen fogadták a dzsihádisták és a felkelők megérkezését. Egy helybeli nő úgy nyilatkozott egy libanoni hírforrásnak, hogy a milicisták között harcoló férje torkát a Szabad Szíriai Hadsereg egyik katonája vágta el. A dzsihádisták egyik dandárjának a vezetője szerint a hadsereg még ott volt ekkor Maalula bejáratainál. Kora este a Népbizottság harcosai még csatában voltak a dzsihadistákkal, hogy visszaszerezzék tőlük Maalula és környéke ellenőrzését.

### A Hadsereg újabb ellentámadása
Szeptember 9-én a Szír Hadsereg újabb támadást intézett, hogy elfoglalja a várost és a dzsihádistáknak a környéken lévő állásait. Egy a dzsihadisták megtorlásától tartó, emiatt névtelenül nyilatkozó lakos szerint a város 3300 lakosából mindössze 50 maradt ott a harcok idejére is. A település nyugati részén egy templomot felgyújtottak. Több helybéli is arról számolt be, hogy a családjukat arra kényszerítették, hogy hagyják el a várost, míg mások szerint az egyik helybélit fegyverrel kényszerítettek arra, hogy vegye fel az iszlámot, míg egy másikat kivégeztek.
Szeptember 10-én az iszlamisták bejelentették, hogy ha a kormány nem lép be a városba, akkor ők is kivonulnak onnét. Ennek ellenére még másnap sem vonták ki a csapataikat, a jelenlétük folyamatos volt. Később a kormány csapatai a város nagy részét elfoglalták.
Szeptember 15-én a Hadsereg megerősítette Maallua védelmét.

## Következmények
Szeptember 29-én a felkelők egy csoportja – többek között a Jabhat al-Nusra – beszivárgott a környező hegyekből a városba, mielőtt égő, megtöltött abroncsokat szórtak volna a városra. Az előző hétvégén a Mar Takla görög ortodox templomból 12 apácát elraboltak és a határ menti Yabroud városába vittek. Ekkor az emberrablók még tagadták, hogy elrabolták volna a nővéreket, de két hónappal később a ormány fogságában lévő társaikért cserébe mégis ők engedték őket szabadon. A kormány szerint 25, a felkelők szerint 150 rabot engedtek ezért cserébe szabadon.
2014. április 14-én a Hezbollah segítségével ismét megszerezte a Szír Hadsereg Maalula városát. A siker egy hosszabb sorozat egyik láncszeme volt. Az előző hónapban foglalták vissza Yabroudot, a felkelők egyik legfontosabb bázisát.